# Зоряний вірус
«Зоряний вірус» (англ. The Star Virus) — науково-фантастичний роман англійського письменника Беррінтона Дж Бейлі, розширена версія оповідання 1964 року надрукованого на сторінках журналу «Нові світи». Сюжет розповідає про спроби людства, під назвою зоряний вірус, прорватися через бар'єр навколо галактики. Вперше надрукований 1970 року видавництвом Ейс Букс подвійним тиражем разом з романом Джека Гогана «Маска хаосу».

## Літературні впливи та відгуки
Ріс Г'юз заявив, що роман «посередньо захоплюючий», але розкритикував його у своєму нетерпінні, відсутності задовільних пояснень та «спробі переслідування етики епопеї катастрофи». Однак він також зазначає, що незвичний тон роману все ж впливав на таких письменників як М. Джон Гаррісон.
Джон Клют також визнав вплив «складного і дещо похмурого роману» на британську наукову фантастику, хоча й додає, що читачів класичної космічної опери, можливо, відчужували стиль і тон Бейлі.
Вільям Барроуз використав поняття «мертві лайнери» з роману у своєму власному романі «Нова Експрес», цитуючи твори Бейлі на сторінках журналу «Нові світи».